# Kinsham
Kinsham – wieś w Anglii, w hrabstwie Herefordshire. Leży 29 km na północny zachód od miasta Hereford i 212 km na północny zachód od Londynu. W 2001 miejscowość liczyła 71 mieszkańców.